# Grzegorz Sołogub
Grzegorz Sołogub, Grzegorz Sołłogub (ur. 10 maja 1918 w Mołodecznie na Wileńszczyźnie, zm. 25 listopada 1986 w Anglii) – kapitan pilot Wojska Polskiego II RP, kapitan (ang. Flight Lieutnant) Królewskich Sił Powietrznych, as myśliwski II wojny światowej.

## Życiorys
Był najmłodszym z ośmiorga dzieci Andrzeja Sołoguba, byłego oficera carskiej armii. W 1938 roku, po ukończeniu Gimnazjum Humanistycznego w Mołodecznie, został przyjęty do Szkoły Podchorążych Lotnictwa w Dęblinie (niedoszła XIV promocja). W czasie kampanii wrześniowej został ewakuowany przez Rumunię i Francję do Anglii (18 lutego 1940 roku). Odmówił złożenia przysięgi królowi brytyjskiemu i został odesłany do Francji. Po upadku Francji drugi raz przybył do Wielkiej Brytanii (27 czerwca 1940), gdzie otrzymał numer służbowy 783647. Od kwietnia 1941 w dywizjonie 317. Od 26 maja 1941 roku do 306 dywizjonu myśliwskiego „Toruńskiego”. Awansowany 1 października 1941, otrzymał nowy numer służbowy P-1624. 21 kwietnia 1943 został instruktorem w 58 OTU, a następnie w 61 OTU. 20 października 1943 powrócił do dywizjonu 306. Od 9 lipca 1944 do 20 grudnia 1944 latał w dywizjonie 302, by następnie powrócić do dywizjonu 306, w którym 5 stycznia 1945 objął dowództwo eskadry B.
Po wojnie i demobilizacji pozostał na emigracji. Kupił farmę w Mitcheldean i został farmerem. Zmarł 25 listopada 1986 i został pochowany w Cinderford, Gloucestershire.

## Zwycięstwa powietrzne
Na liście Bajana zajmuje 40. pozycję z wynikiem 5 zestrzeleń pewnych i 1 prawdopodobnie.
Chronologiczny wykaz zwycięskich walk powietrznych:
Zestrzelenia pewne:
- Bf 109 – 27 września 1941 (pilotował Spitfire Vb nr AB823 UZ-Y, operacja "Circus 103")
- 2 Bf 109 – 16 kwietnia 1942 (pilotował Spitfire Vb nr AA847 UZ-V)
- Bf 109 – 7 czerwca 1944 (pilotował Mustanga III nr FX873 UZ-T)
- Fw 190 – 23 czerwca 1944 (pilotował Mustanga III nr FZ149 UZ-W)

Zestrzelenia prawdopodobne:
- Bf 109 – 30 grudnia 1941 (pilotował Spitfire Vb UZ-O)[5]

## Ordery i odznaczenia
- Krzyż Srebrny Orderu Virtuti Militari nr 10305[6]
- czterokrotnie Krzyż Walecznych
- brytyjski Distinguished Flying Cross